# Cilly (Aisne)
Cilly település Franciaországban, Aisne megyében. Lakosainak száma 175 fő (2022. január 1.). Cilly Bosmont-sur-Serre, Montigny-sous-Marle, La Neuville-Bosmont, Prisces és Rogny községekkel határos.

## Népesség
A település népességének változása:
| Lakosok száma | 344  | 251  | 265  | 227  | 220  | 210  | 193  | 186  | 179  | 175  |
|               | 1968 | 1982 | 1990 | 2006 | 2013 | 2015 | 2017 | 2019 | 2020 | 2022 |